# Запис крушка код моста (Двориште)
Запис крушка код моста (Двориште) се налази на парцели чији је власник Општина Деспотовац.

## Локација
| Општина             | Деспотовац                                                                  |
| Катастарска општина | Двориште                                                                    |
| Потес               | Поље                                                                        |
| Координате          | 44° 05′ 44″ С; 21° 30′ 23″ И / 44.095500000000001° С; 21.506499999999999° И |
| Надморска висина    | 240m                                                                        |

## Карактеристике
Дендрометријске вредности утврђене на терену и сателитским снимцима:
| Стабло                     | Крушка |
| Висина стабла              | m      |
| Обим дебла                 | m      |
| Пречник крошње             | 5m     |
| Пречник дебла              | m      |
| Висина дебла до прве гране | m      |

## База записа
Запис је у оквиру Викимедија пројекта "Запис - Свето дрво" заведен под редним бројем 0436.